# Groot-Brittannië op de Olympische Winterspelen 1924
Aan de Olympische Winterspelen van 1924 die in Chamonix, Frankrijk, werden gehouden werd onder meer deelgenomen door Groot-Brittannië, als een van de zestien landen die aan deze eerste Olympische winterspelen deelnamen. 
De Britse delegatie bestond uit 47 ingeschreven deelnemers waarvan er 32 mannen en twee vrouwen (bij het kunstschaatsen) aan de wedstrijden deelnamen. Het Britse team eindigde op de zesde plaats in het medailleklassement met één gouden, één zilveren en twee bronzen medailles.

## Medailleoverzicht
| Sport       | Olympiër                 | Discipline  | Medaille |
| ----------- | ------------------------ | ----------- | -------- |
| Curling     | Olympisch team           | mannen      | Goud     |
| Bobsleeën   | Team Groot-Brittannië II | 4/5-mansbob | Zilver   |
| Kunstrijden | Ethel Muckelt            | vrouwen     | Brons    |
| IJshockey   | Olympisch team           | mannen      | Brons    |

## Deelnemers en resultaten

### Bobsleeën
| Olympiër                                                     | Discipline                      | Resultaat | Prestatie                                       |
| ------------------------------------------------------------ | ------------------------------- | --------- | ----------------------------------------------- |
| Archibald Crabbe Francis Fairlie William Horton George Pim   | 4/5-mansbob Groot-Brittannië I  | 5e        | 6:40.71 (1.42,33 / 1.41,28 / 1.38,58 / 1.38,52) |
| Ralph Broome Thomas Arnold Alexander Richardson Rodney Soher | 4/5-mansbob Groot-Brittannië II | Zilver    | 5:48.83 (1.28,73 / 1.28,67 / 1.25,76 / 1.25,67) |

De reserves bij het bobsleeën, H.F. Brooke, F. Browning, P.T. Chevalier, R. Pellew en T.A. Scrutton kwamen niet in actie.

### Curling
| Olympiër                                                | Discipline | Resultaat | Prestatie                  |
| ------------------------------------------------------- | ---------- | --------- | -------------------------- |
| Robin Welsh William Jackson Laurence Jackson Tom Murray | mannen     | Goud      | 38-7 Zweden 46-4 Frankrijk |

De reservespelers R. Cousin en W.K. Jackson kwamen niet in actie.

### Kunstrijden
| Olympiër                             | Discipline | Resultaat | Prestatie             |
| ------------------------------------ | ---------- | --------- | --------------------- |
| John Page                            | mannen     | 5e        | pc. 36; 295.36 punten |
| Herbert Clarke                       | mannen     | 10e       | pc 75; 219.75 punten  |
| Ethel Muckelt                        | vrouwen    | Brons     | pc. 26; 250.07 punten |
| Kathleen Shaw                        | vrouwen    | 7e        | pc. 46; 221.00 punten |
| Ethel Muckelt John Page              | paarrijden | 4e        | pc. 30.5; 9.93 punten |
| Mildred Richardson Thomas Richardson | paarrijden | 8e        | pc. 57; 7.68 punten   |

### Schaatsen
Alle vier de deelnemers waren ingeschreven voor alle vier de afstanden, maar namen alle vier op één afstand deel.
| Olympiër       | Discipline | Resultaat | Prestatie |
| -------------- | ---------- | --------- | --------- |
| Frederick Dix  | 500 m      | 23e       | 56,4      |
| Tom Sutton     | 500 m      | 25e       | 1.00,8    |
| Cyril Horn     | 500 m      | 27e       | 1.04,4    |
| Albert Tebbitt | 5000 m     | 25e       | 11.01,00  |

### IJshockey
| Olympiër | Discipline | Resultaat | Prestatie |
| --- | ---------- | --------- | --- |
| William Anderson Lorne Carr-Harris Colin Carruthers Eric Carruthers George Clarkson Ross Cuthbert George Holmes Hamilton Jukes Edward Pitblado Blane Sexton | mannen     | Brons     | groep B 15 - 2 Groot-Brittannië - Frankrijk 19 - 3 Groot-Brittannië - België 0 - 11 Groot-Brittannië - Verenigde Staten Finaleronde 2 - 19 Groot-Brittannië - Canada 4 - 3 Groot-Brittannië - Zweden |

De reserve spelers C. Boulden en B.M. Patton kwamen niet in actie.
George Clarkson was ook ingeschreven bij het schansspringen, maar kwam hier niet in actie.
De vier deelnemers die waren ingeschreven bij het langlaufen, de noordse combinatie en het schansspringen, J. Appleyard (18 en 50 km), A. Currie (18 en 50 km), A. Keiller (18 en 50 km, noordse combinatie en schansspringen) en C. Mackintosh (18 en 50 km, noordse combinatie en schansspringen), namen niet aan de spelen deel.
België · Canada · Finland · Frankrijk · Groot-Brittannië · Hongarije · Italië · Joegoslavië · Letland · Noorwegen · Oostenrijk · Polen · Tsjecho-Slowakije · Verenigde Staten · Zweden · Zwitserland